# Дабл-дабл
Дабл-дабл (англ. Double-double) — так у баскетболі називають досягнення гравця, що має за гру двозначний загальний результат в двох з основних статистичних показників. Основні статистичні показники — очки, підбирання, результативні передачі, перехоплення, блокшоти. Найчастіші дабл-дабли — «очки+підбирання» (наприклад, 18 очок і 11 підбирань), «очки+результативні передачі» (наприклад, 14 очок і 10 передач), «підбирання+результативні передачі» (наприклад, 11 підбирань і 13 результативних передач за гру).
Інші види дабл-даблів зустрічаються рідше. Основна причина в тому, що набрати за гру 10 блокшотів чи перехоплень складніше, ніж 10 очок, передач чи підбирань. Також дабл-дабл може бути складовою вагоміших досягнень — трипл-дабла чи квадрупл-дабла. Приклад — якщо гравець набрав 26 очок, 14 передач та 11 підбирань (це трипл-дабл «очки+підбирання+результативні передачі»), то можна також сказати, що йдеться про дабл-дабл «очки+підбирання», «підбирання+результативні передачі» або «очки+результативні передачі».